# Thanh Vận
Thanh Vận là một xã thuộc huyện Chợ Mới, tỉnh Bắc Kạn, Việt Nam.

## Địa lý
Xã Thanh Vận có vị trí địa lý:
- Phía bắc giáp huyện Bạch Thông và xã thành phố Bắc Kạn
- Phía đông giáp xã Hòa Mục và xã Cao Kỳ
- Phía tây và nam giáp xã Thanh Mai.

Xã Thanh Vận có diện tích 29,69 km², dân số năm 2019 là 2.403 người, mật độ dân số đạt 81 người/km².
Thanh Vận có tuyến đường liên xã đến xã Nông Thịnh và nối đến trung tâm thị xã Bắc Kạn. Trên địa bàn xã có suối Quan Làng và một số hồ nước, trong đó có hồ Tân Minh là lớn nhất.

## Hành chính
Xã Thanh Vận được chia thành 07 xóm bản: An Thọ, Nà Rẫy, Nà Đon, Phiêng Khảo, Quan Làng, Chúa Lải, Khau Chủ.